# Javier Hoyos
Javier Hoyos   (Cudón, 1966) és un periodista radiofònic espanyol. És el director de la Cadena SER en Navarra.
Durant la temporada 2010-2011, va ser el director i presentador del programa Carrusel Deportivo de la Cadena SER.
Llicenciat en Ciències de la Informació i màster en màrqueting per la Universitat del País Basc, Hoyos ha estat vinculat a la SER des dels seus inicis professionals, quan amb 22 anys es va incorporar a la redacció d'esports de Madrid. També, s'ha exercit com a analista esportiu en diversos mitjans. Entre 1999 i 2009 va ser, primer, cap del conjunt d'emissores de la Cadena SER al País Basc i, des de 2001, el seu director de Continguts. Entre octubre de 2009 i juliol de 2010 va ser director de Radio Santander i de la Cadena SER a Cantàbria.
El 27 d'agost de 2010 va començar a dirigir i presentar el programa Carrusel Deportivo, càrrec del qual va ser destituït a la fi de maig de 2011. Aleshores fou destinat a dirigir la seu de la cadena a Navarra.